# Кухня Гамбії

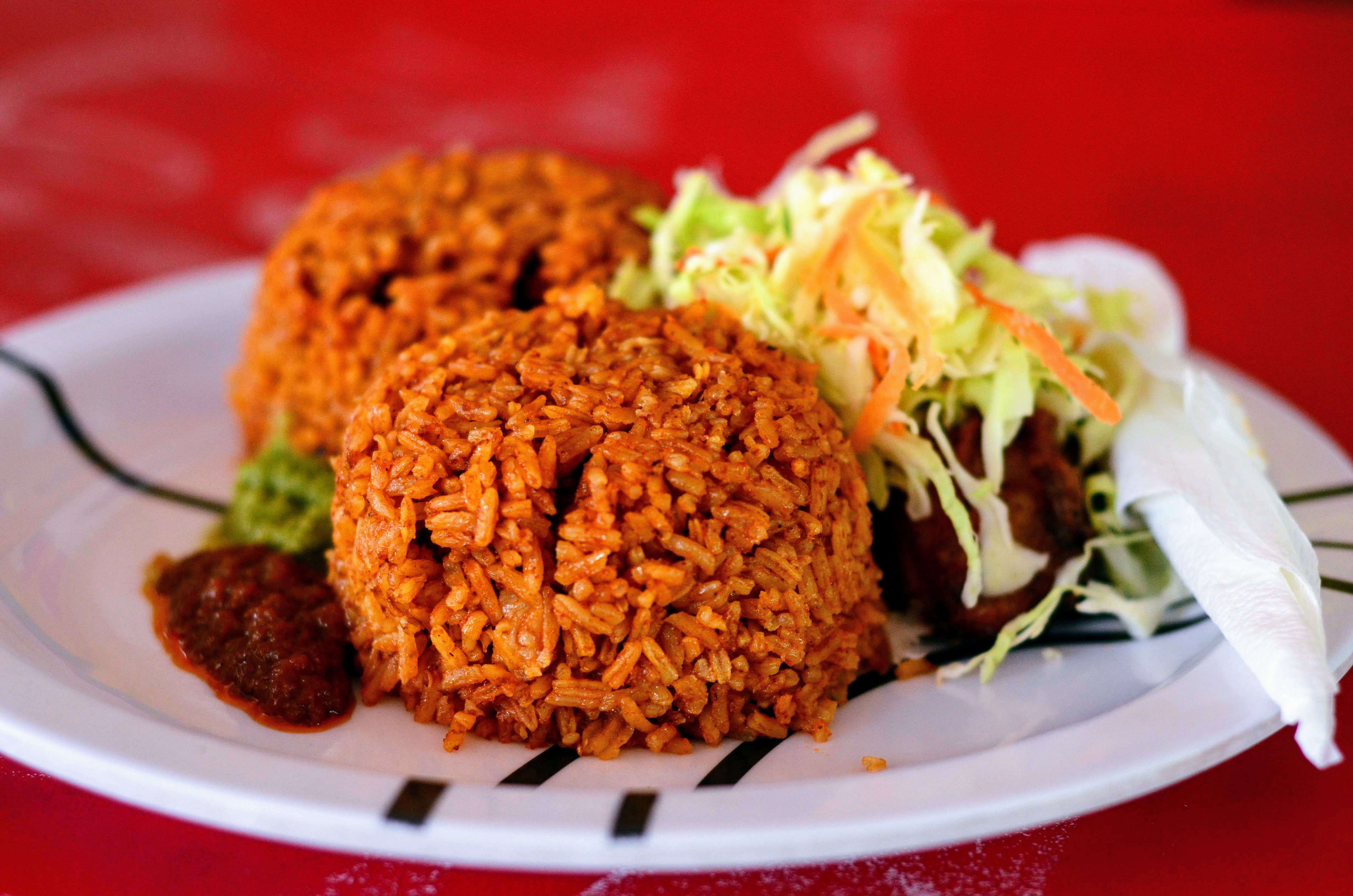
Беначин

Кухня Гамбії є частиною західноафриканської кухні і включає в себе кулінарні традиції народів Гамбії. Звичайні інгредієнти включають рибу, курку, рис, арахіс, помідори, чорноокий горох, лимон, маніок, капусту, сіль, перець, цибулю, перець чилі та різні трави. Традиційна їжа досить гостра. Двостулкові молюски також є популярним продуктом харчування з річки Гамбія, зазвичай їх збирають жінки..

## Страви

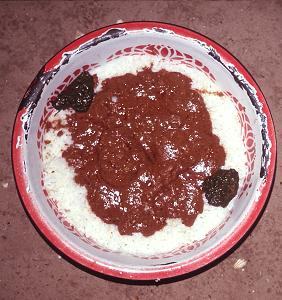
Маафе

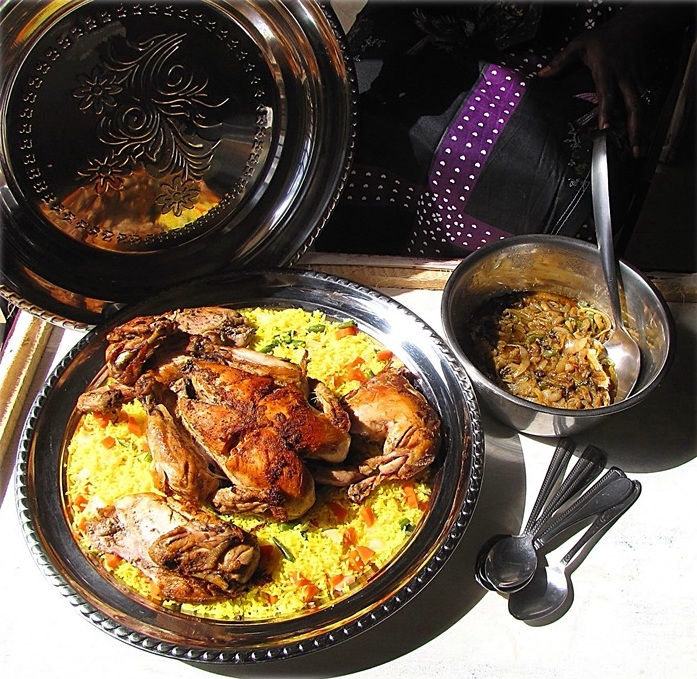
Ясса

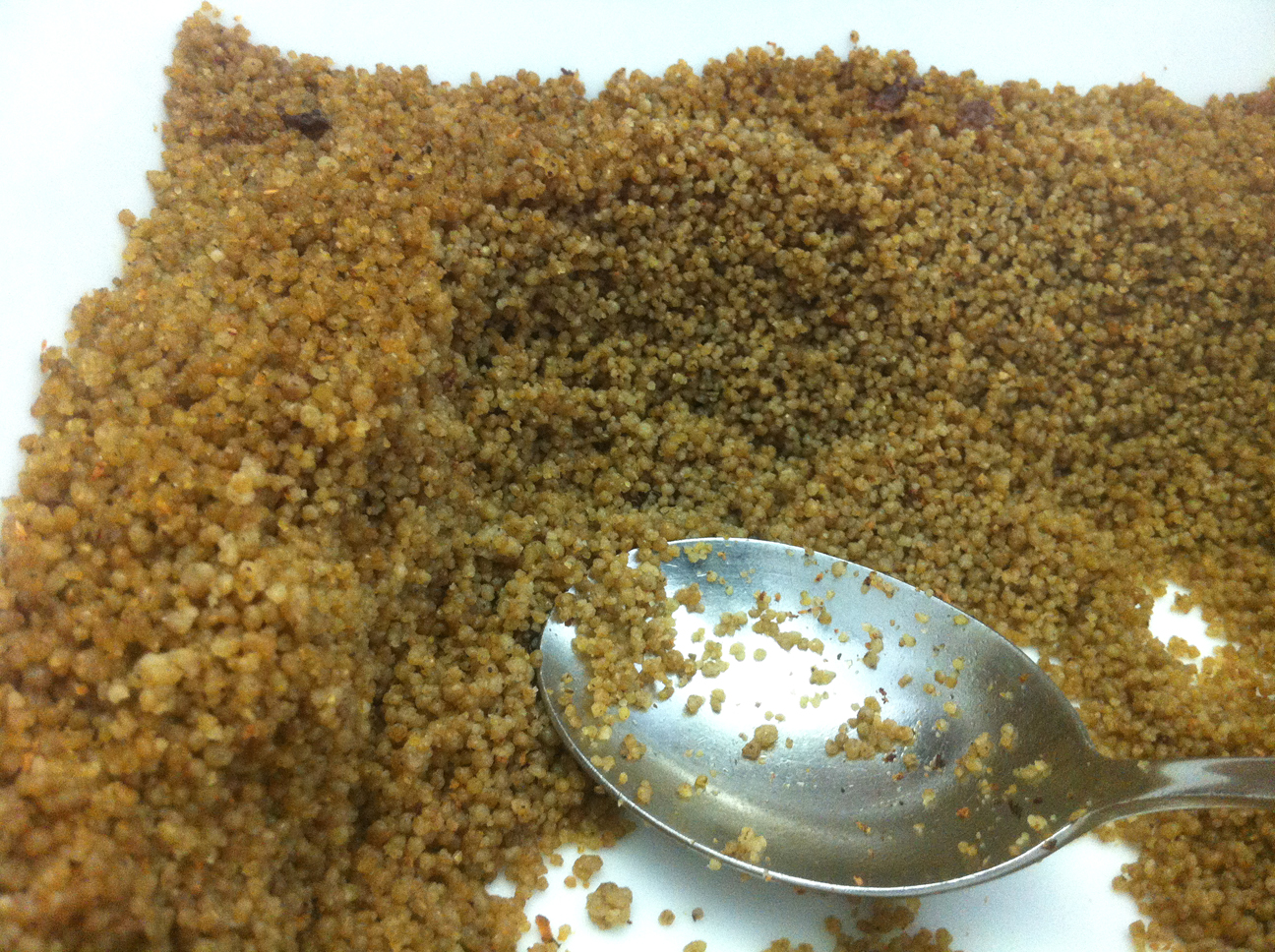
Тіакрі

- Беначин — це гамбійська страва, варіант рису джолоф, яку традиційно готують в одній каструлі (ця практика і дала йому назву). Додаються різні інгредієнти, включаючи рибу або м'ясо, приправлені травами, лимонним соком, базиліком, баклажанами, петрушкою, цибулею, перцем чилі, помідорами, гарбузом, морквою, капустою, олією та водою, іноді для кольору додається томатна паста[1]
- Кальдо — страва із цільної риби, приготовлена на пару зі смаком лимона, різновид яси. Назва зазвичай використовується в мовах джорто або сомпат[1]
- Домода, страва народа мандінка, виготовлена з концентрованої арахісової пасти, м'яса або риби, приправлених сіллю, середньої цибулі, свіжих помідорів, картоплі, моркви, середньої капусти, води, томатної пасти, лимонного соку, супового бульйону та білого рису. Домо означає «їжа», а Да — це слово, що означає каструлю з тушкованим м'ясом[1].
- Мбахал або Ньянкатанг — страва з копченої та солоної риби, приготовлена з арахісом, ріжковою або чорноокою квасолею, зеленою цибулею, свіжим перцем чилі, білим рисом та гіркими помідорами або джатту.[1]
- Ньямбе ньєббе, страва з маніоки і квасолі, приготовлена з олією, цибулею, перцем чилі, суповим бульйоном, сіллю, перцем, водою та смаженим снепером[1]
- Перцевий суп — гостре рибне стью.
- Ясса — це страва з цільної курки або риби з лимоном, приготовлена з сіллю, перцем, цибулею, гвоздикою, часником, гірчицею, соусом чилі, соком лайма, рисом і водою (якщо готується з куркою)[1]
- Рибні кульки, приготовані з меленої риби бонгі, цибулі, помідорів, панірувальних сухарів, петрушки, чорного перцю, олії, супового бульйону, томатної пасти, перцю чилі та білого рису[1]
- Маафе — страва народу мандінка, приготована з арахісової пасти та різних овочів.
- Устричне рагу[1]
- Тіакрі або шакері — солодка страва, приготовлена з кускусу (пшениці або проса), молока (або згущеного молока з цукром або йогурту) та спецій; нагадує пудинг із кускусу.